# Władimir Klejman
Władimir Leonidowicz Klejman (ros. Владимир Леонидович Клейман, ur. 11 listopada 1930 w miejscowości Dacznoje w obecnym obwodzie kemerowskim, zm. 7 kwietnia 2014 w Miassie) – radziecki konstruktor rakiet, naukowiec od techniki rakietowej, Bohater Pracy Socjalistycznej (1975).

## Życiorys
W 1948 skończył szkołę średnią, a w 1954 Leningradzki Instytut Wojskowo-Mechaniczny, po czym pracował w Specjalnym Biurze Konstruktorskim nr 385. W 1954 został inżynierem, potem starszym inżynierem, w 1956 przewodnim konstruktorem rakiety R-11FM, w 1959 przewodnim konstruktorem kompleksu D-4 z rakietą R-21, w 1963 zastępcą głównego konstruktora ds. technologii, w 1969 I zastępcą konstruktora generalnego i naczelnika biura konstruktorskiego, a w 1978 I zastępcą głównego konstruktora i naczelnika biura. Pracował pod kierunkiem Wiktora Makiejewa. Wniósł wkład w opracowanie 9 typów rakiet i 11 ich modyfikacji. Był autorem 20 wynalazków (w tym 12 wdrożonych do produkcji) i 31 prac naukowych (w tym 2 monografii). Od 1973 do 1988 był członkiem Komitetu Miejskiego KPZR w Miassie, a od 1982 do 1990 deputowanym Rady Obwodowej w Czelabińsku. W 1987 został profesorem, a w 1988 doktorem nauk technicznych, od 1995 był członkiem rzeczywistym Międzynarodowej Akademii Informatyzacji. W 2003 otrzymał honorowe obywatelstwo miasta Miass.

## Odznaczenia i nagrody
- Medal Sierp i Młot Bohatera Pracy Socjalistycznej (17 lutego 1975)
- Order Lenina (dwukrotnie, 23 września 1969 i 17 lutego 1975)
- Order Czerwonego Sztandaru Pracy (17 czerwca 1961)
- Order „Znak Honoru” (28 kwietnia 1963)
- Nagroda Leninowska (1974)
- Nagroda Państwowa ZSRR (1980)
- Nagroda Rady Ministrów ZSRR (1986)
- Medal im. Siergieja Korolowa (1981)

I inne.